# Flats

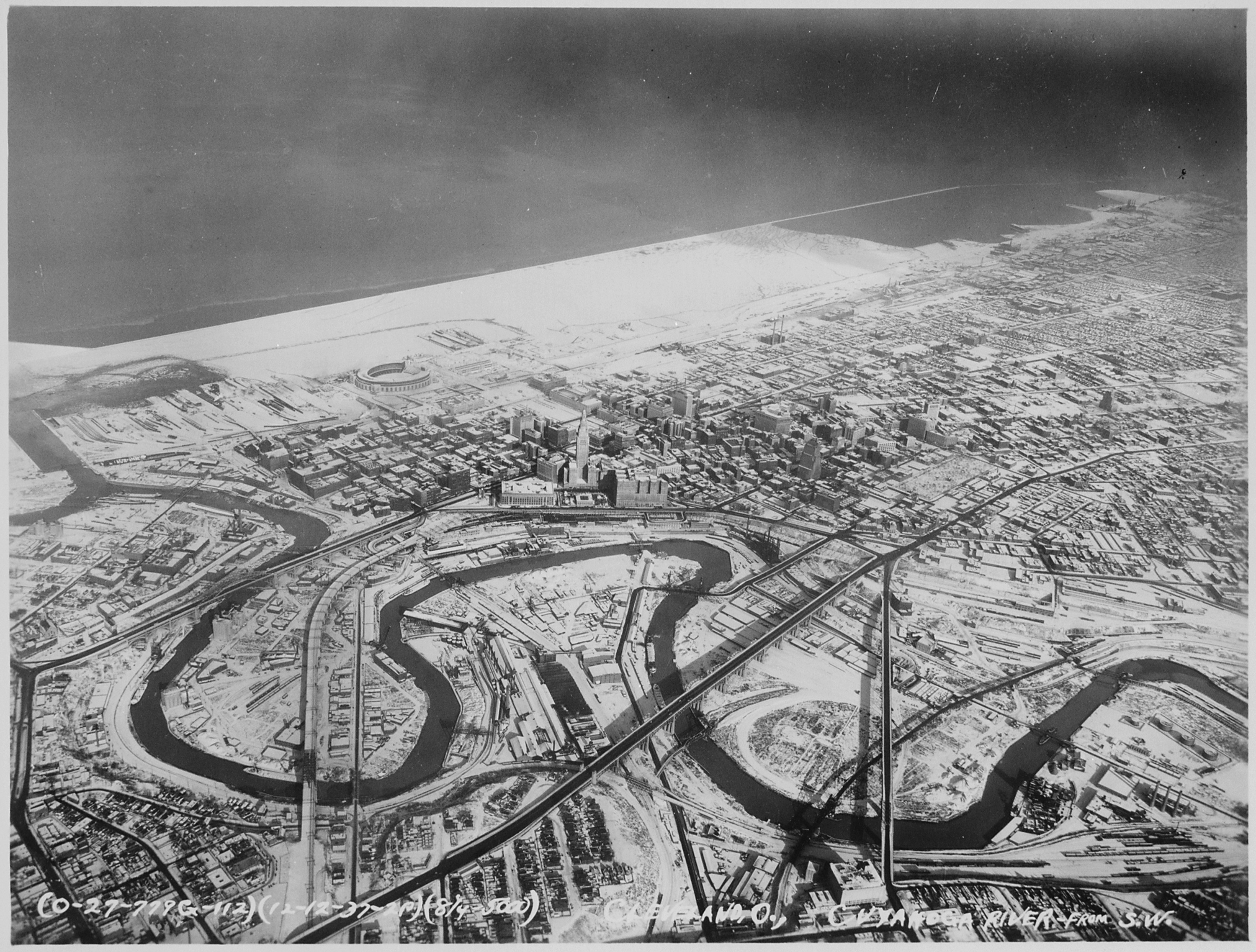
Die Innenstadt von Cleveland und davor die Flats (Aufnahme von 1937).

Als die Flats (deutsch in etwa: die Flachländer) wird das flache, tiefe und stark industriell geprägte Tal des Cuyahoga im Stadtgebiet von Cleveland im US-Bundesstaat Ohio bezeichnet. Es ist rund 800 Meter breit, etwa 20 Meter tief und erstreckt sich von der Flussmündung in den Eriesee über mehrere Kilometer in südöstliche Richtung ins Landesinnere und teilt die Stadt in zwei Hälften.
In den Flats lag der ursprüngliche Siedlungskern von Cleveland; dieser wurde jedoch aufgrund des sumpfigen Geländes nach und nach aufgegeben und oberhalb der nordöstlichen Böschung neu angelegt. Die Lage am See, der Ausbau des unteren Flusslaufs als Hafenbecken und der Bau der Eisenbahnen durch das Tal förderten die rasche industrielle Entwicklung. Ab der zweiten Hälfte des 19. Jahrhunderts drängten sich entlang des Cuyahoga zahlreiche Hochöfen, Fabriken, Mühlen, Raffinerien und Lagerhäuser. Die Flats wuchsen zum größten und wichtigsten Industriegebiet der ganzen Region heran.

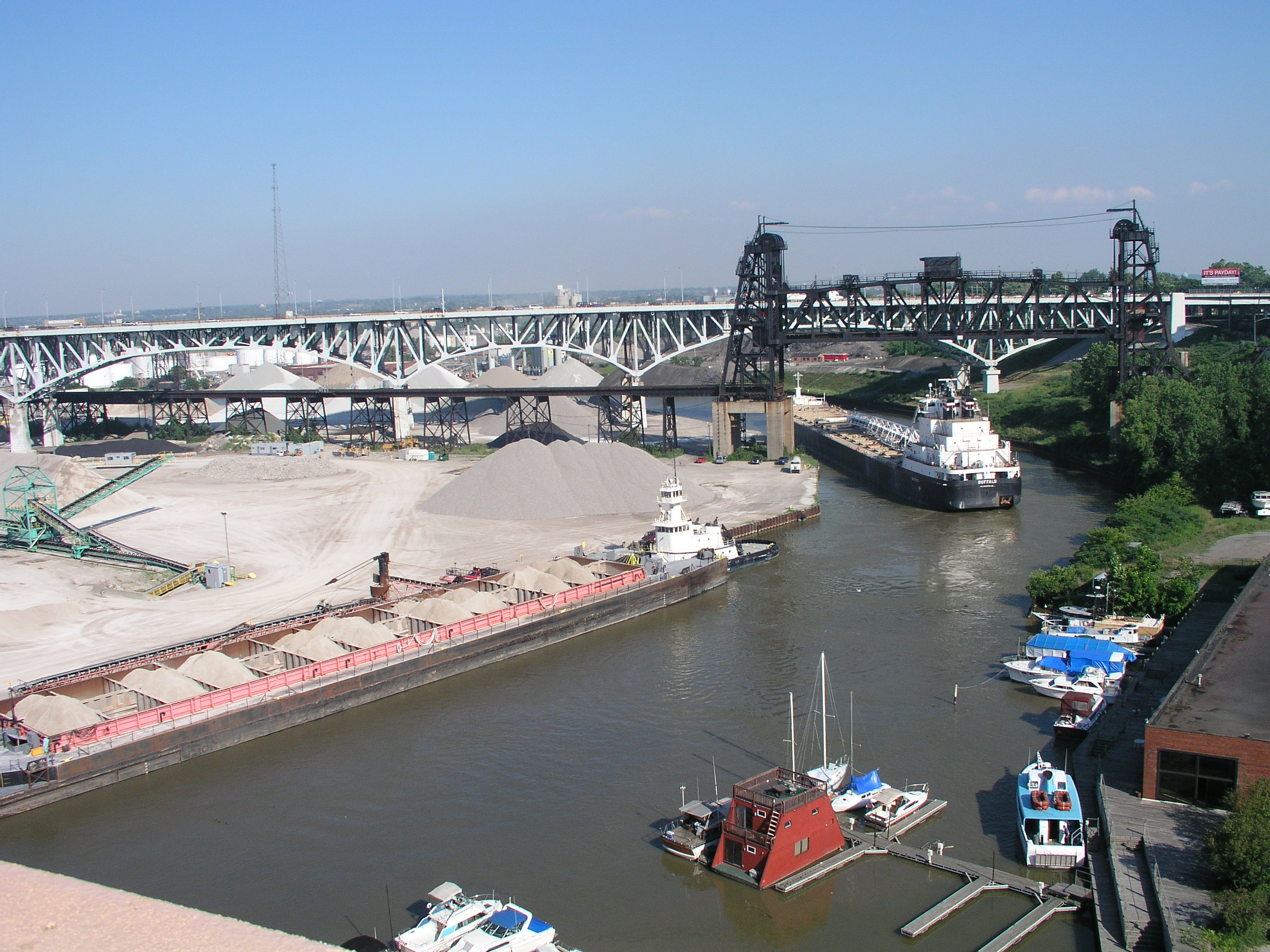
Hafenanlagen in den Flats.

Seit dem Niedergang der Schwerindustrie seit Beginn der 1980er Jahre liegen die Flats zunehmend brach. Größter noch verbliebener Betrieb ist das Stahlwerk von Mittal Steel etwa fünf Kilometer landeinwärts. Im Bereich der Innenstadt etablieren sich zunehmend andere Nutzungen wie Parks, Stadien, Museen und auch Wohnungen.
Durch ihre Topografie behinderten die Flats lange Zeit die Entwicklung der Stadt in Richtung Südwesten. 1878 wurde das Tal durch den Bau des Superior Viaduct erstmals überwunden. Weitere Brücken folgten. Zusammen mit den alten Industrieanlagen prägen sie das Stadtbild Clevelands bis heute.

## Quelle
- Encyclopedia of Cleveland History:FLATS. Case Western Reserve University, abgerufen am 19. September 2009.

Koordinaten: 41° 29′ 31,2″ N, 81° 41′ 45,6″ W